# Bruno Herbulot
Pour les articles homonymes, voir Herbulot.
Bruno Herbulot, né le 4 novembre 1955, est un réalisateur français de cinéma et de télévision.

## Filmographie

### Télévision
- 1994 : Pas si grand que ça ! (téléfilm)
- 1996 : Les Cordier, juge et flic (série télévisée)
- 1996 : L'Île aux secrets (téléfilm)
- 1999 : Du jour au lendemain (téléfilm)
- 2007 : Enfin seul(s) (téléfilm)

### Cinéma
- 1989 : Comme d'habitude (court métrage)
- 1993 : Juste avant l'orage
- 1997 : Bonjour (court métrage)
- 2005 : La cloche a sonné

### Assistant-réalisateur
- 1984 : La Smala de Jean-Loup Hubert
- 1984 : Rive droite, rive gauche de Philippe Labro (assistant stagiaire)
- 1985 : Rendez-vous d'André Téchiné
- 1985 : L'Effrontée de Claude Miller
- 1986 : Le Lieu du crime d'André Téchiné
- 1987 : Poussière d'ange d'Édouard Niermans